# BMX-Rennsport

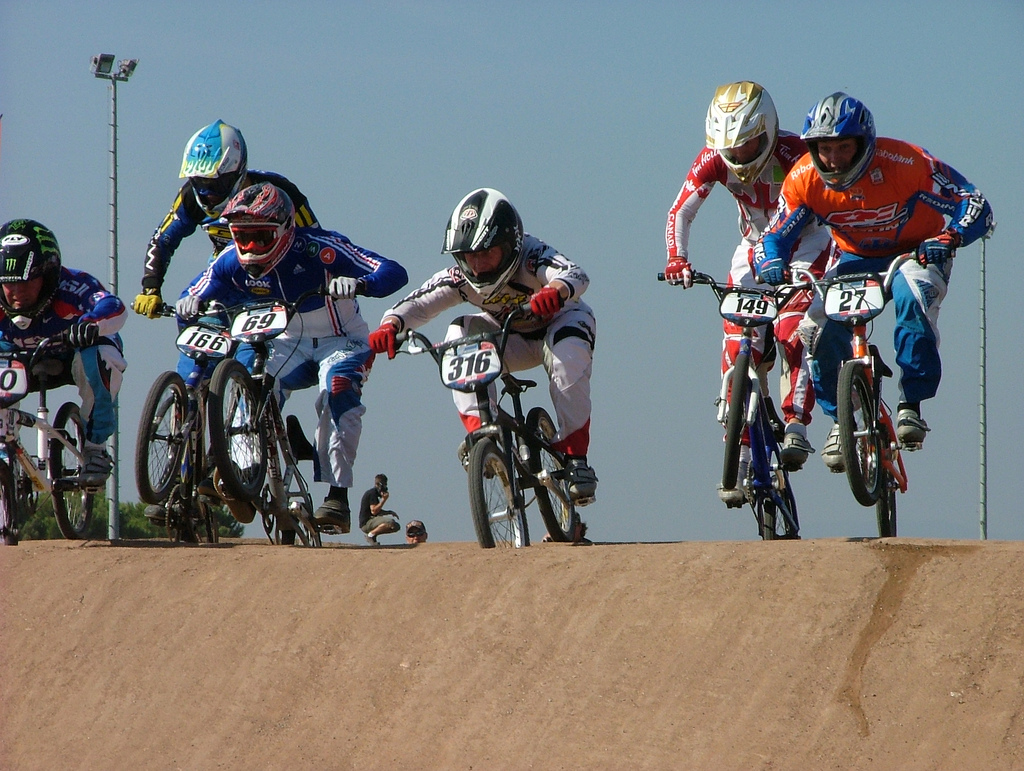
BMX Supercross World Cup 2007 Fréjus

BMX-Rennsport oder BMX-Racing ist eine Disziplin im Radsport, bei der kurze Rennen auf unebener Strecke mit Sprüngen und Kurven ausgetragen werden. Als Teil des BMX-Sports steht sie im Gegensatz zum BMX-Freestyle, wo die Qualität der Ausführung einer Übung bewertet wird. Seit 2008 ist BMX-Rennen Teil der Olympischen Sommerspiele, zuständiger Weltverband ist die Union Cycliste Internationale (UCI).

## Geschichte
Seinen Anfang nahm der BMX-Rennsport wohl überall auf der Welt, wo Kinder und Jugendliche sich abseits von Straßen im Gelände mit ihren Fahrrädern die ersten Rennen lieferten, über Hügel sprangen und versuchten, es den Motocrossfahrern auf ihren Motorrädern gleichzutun. Die ersten Bahnen wurden in Kalifornien (USA) Anfang der 1970er Jahre gebaut und der BMX-Rennsport entwickelte sich von seinen Anfängen bis zum heutigen Tag kontinuierlich weiter. Die Bahnen wurden anspruchsvoller, mit größeren und technisch schwieriger zu fahrenden Hindernissen, betonierten Kurven und Starthügeln, und bekamen teilweise Flutlichtanlagen und Tribünen. Die erste offizielle BRD-Meisterschaft wurde 1982 ausgefahren. Die Meisterschaftsläufe fanden in Bremen, Magstadt, Herborn, Baunach, Remagen und Weiterstadt statt und wurden gleichzeitig als Qualifikation für die EM in Beek en Donk gewertet.
Weitere BMX-Bahnen in Deutschland entstanden in Rödermark, Schweinfurt, Sand, Erlangen und Peißenberg, wobei die Bahnen in Bremen, Erlangen und Peißenberg bis heute existieren und immer noch zu den besten Deutschlands zählen. Im Jahr 2008 war die Anzahl der Bahnen in Deutschland zwar nicht mehr so hoch wie in der Blütezeit des BMX-Sports Mitte der 1980er Jahre, aber die bestehenden Anlagen wie beispielsweise Kolbermoor, Betzingen, Königsbrunn, Weilheim, Weiterstadt, Bremen, Bispingen, Cottbus, Hamburg und Plessa zeichnen sich durch einen hohen Anspruch und ständige Weiterentwicklung aus.
Die deutschen Fahrer zählten Anfang bzw. Mitte der 1980er Jahre zu den besten Europas, und Namen wie Uwe Sturm, Ralf Früchtl, Andreas Tittmann, Ivi Vidakovic, Michael Schön, Bernd Eckenbach, Uli Maurer, Bert Rückert und Rainer Schadowski erreichten vordere Plätze in der Profiklasse bei internationalen Wettkämpfen. Aber auch der Nachwuchs zeichnete sich durch internationale Erfolge aus. So konnte Alexander Bohnenstengel aus München 1986 den Weltmeistertitel der 12-Jährigen erringen und auch Oliver Kienzle, Heiko Hirzbruch, Markus Blau und Fabian Muliwan erreichten in den Jugendklassen internationale Erfolge.
In den 1990er Jahren ließen die Erfolge der deutschen Herren und Damen im Profibereich nach. Umso höher ist die Leistung der Bremerin Kerstin Fritscher einzustufen, die in der Elite der Damen international über Jahre hinweg vordere Platzierungen erreichte. Bei der deutschen Elite der Herren (ehem. Superclass) gab es mit Frank Brix, Tibor Simai, Tarek Rasouli, Christian Schaller und Karsten Pfau zwar einige Talente, die jedoch den internationalen Durchbruch mit konstant erfolgreichen Wettkampfteilnahmen in der Profiklasse der Elitefahrer nicht schafften.
Seit 2000 ist die Anzahl deutscher Elitefahrer weiter zurückgegangen. International kämpfen mit Regula Runge bei den Damen und Markus Huber, Thorsten Lindemeier und Simon Schirle bei den Herren nur noch wenige Fahrer um internationale Titel, so dass sich der erhoffte Startplatz bei den Olympischen Spielen in Peking 2008 für Deutschland nicht erreichen ließ.
BMX hat sich seit dem ersten offiziellen Wettkampf in Deutschland 1982 zu einem festen Bestandteil des Bundes Deutscher Radfahrer entwickelt. Die Rennveranstaltungen sind in ihrer Form einmalig, nehmen doch Sportler eines jeden Alters von 5-jährigen Mädchen über Elitefahrer bis zu den Senioren über 45 Jahren an einem Wettkampf teil, was BMX zu einer familienfreundlichen und bunten Sportart macht.
Aber auch der BMX-Hochleistungssport hat sich in den letzten Jahren zu einem Wettkampf höchsten Anspruchs entwickelt mit einer World-Cup-Serie auf anspruchsvollen, spektakulären Bahnen mit Liveübertragungen im Internet und hohen Preisgeldern bis hin zum Höhepunkt des Jahres 2008, wo es bei den Olympischen Spielen erstmals die Disziplin BMX Race gab.

## Einzeldisziplinen
Die Union Cycliste Internationale (UCI) beschreibt in ihrem Reglement drei Einzeldisziplinen:
in der Radklasse Standard (20 Zoll Laufradgröße)
- BMX-Rennen
- BMX-Zeitfahren

in der Radklasse Cruiser (24 Zoll Laufradgröße)
- BMX-Rennen (häufig wird die Disziplin selbst auch als Cruiser bezeichnet.)

Die wichtigste Disziplin sind die BMX-Rennen in der Radklasse 20 Zoll. Praktisch spielen Wettkämpfe im Zeitfahren und im Cruiser eine untergeordnete Rolle, so dass sich häufig der Begriff BMX-Rennen unmittelbar auf Rennen in der Radklasse 20 Zoll bezieht, in der Welt- und Europameisterschaften sowie der Weltcup ausgetragen werden. Weltmeister im Cruiser wurden letztmals 2010 ermittelt und im Zeitfahren 2016. Deutsche Meisterschaften gab es im Cruiser bis 2013 und im Zeitfahren bis 2017.
Eine Besonderheit im Vergleich zu anderen Radsport-Disziplinen ist die Einteilung der Fahrer in drei Leistungsklassen, die Championship, Challenge und Masters genannt werden, siehe auch Leistungsklassen im BMX-Rennsport. Hochrangige Wettkämpfe finden in der Championship-Klasse statt.

## Wettkampfformate

### BMX-Rennen
Bei einem BMX-Rennen treten standardmäßig acht Fahrer in einem Lauf im direkten Duell gegeneinander an. Die Platzierung in einem Lauf ergibt sich aus der Reihenfolge, in der die Ziellinie überfahren wird.
Ein Wettkampf besteht aus den Phasen Vorläufe, Qualifikation und Finale.
- In den Vorläufen (auch Motos genannt) tritt jeder Fahrer dreimal an. Durch eine Setzliste wird verhindert, dass die besten Fahrer bereits in den Vorläufen aufeinander treffen. In jedem Vorlauf erhält jeder Fahrer Punkte, die seiner Platzierung im jeweiligen Lauf entsprechen und für alle drei Vorläufe addiert werden. Die punktbesten Fahrer (d. h. die Fahrer mit den wenigsten Punkten) sind für die nächste Phase qualifiziert.
- In der Qualifikation werden in Abhängigkeit von der Anzahl der Teilnehmer Zweiunddreißigstel-, Sechzehntel-, Achtel-, Viertel- und Halbfinals ausgetragen. Die jeweils vier besten Fahrer sind für die nächste Runde qualifiziert, die besten vier Fahrer der beiden Halbfinals für das Finale. Jeder Fahrer tritt in jeder Runde nur einmal an. Bei weniger als 17 Teilnehmern entfällt die Qualifikation und die acht Besten der Vorläufe bestreiten direkt das Finale.
- Das Finale besteht aus einem einzigen Lauf. Gewinner eines BMX-Rennens ist, wer im Finale als Erster die Ziellinie überquert.

Abweichend davon nimmt im Weltcup und bei Weltmeisterschaften (bei mehr als 16 Teilnehmern) jeder Fahrer nur an einem Vorlauf teil (1. Runde), die vier Besten gehen direkt in die Phase der Qualifikation. Die unterlegenen Fahrer haben noch die Möglichkeit, über Hoffnungsläufe in die Qualifikation zu kommen. Die olympischen Wettkämpfe werden nach einem speziellen System ausgetragen.

### BMX-Zeitfahren
Beim BMX-Zeitfahren wird die Wettkampfstrecke durch die Teilnehmer einzeln absolviert und die dafür benötigte Zeit gemessen. Ein Wettkampf besteht aus zwei Phasen:
- Qualifikation und
- Superfinale.

In der Qualifikation wird durch jeden Teilnehmer die Wettkampfstrecke einmal absolviert. Die Zeitbesten qualifizieren sich für das Superfinale, die Anzahl der Qualifizierten hängt von der Gesamtzahl der Teilnehmer ab:
- 16 Fahrer bei 24 und mehr Teilnehmern
- 8 Fahrer bei 16 bis 23 Teilnehmern
- 6 Fahrer bei 12 bis 15 Teilnehmern
- Bei weniger als 12 Teilnehmern wird kein Superfinale ausgetragen.

Im Superfinale wird durch alle Fahrer die Wettkampfstrecke ein zweites Mal einzeln absolviert. Gewinner ist, wer im Superfinale die schnellste Zeit erzielt. Die weitere Rangfolge wird ebenso anhand der Zeit im Superfinale bestimmt. Für Fahrer, die sich nicht für das Superfinale qualifiziert haben, zählt der Rang in der Qualifikation.

## Wettkampfstrecke

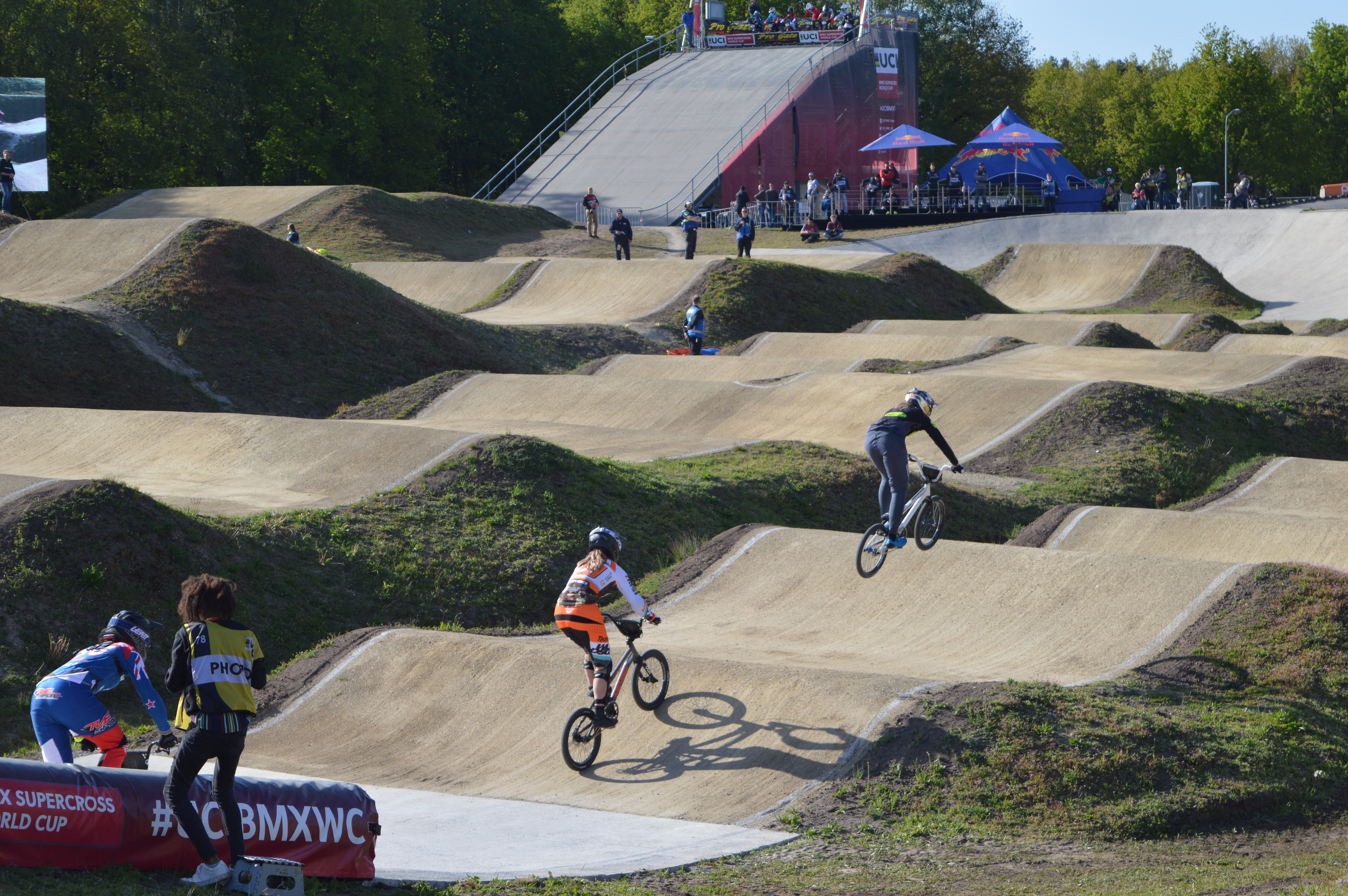
Die Weltcup-Bahn in Papendal

Die Wettkampfstrecke für BMX-Rennen und Zeitfahren ist eine eigens dafür angelegte Wettkampfbahn. Diese soll eine kompakte, in sich schlüssige Wettkampfanlage mit einer Länge zwischen 300 und 450 Metern sein. Die Bahn muss mindestens 5 Meter breit sein, beim Start 10 Meter.
Der Start erfolgt auf einem Starthügel von mindestens 2,50 Meter Erhöhung über der ersten Geraden. Für den Start muss ein elektronisch kontrolliertes Startgatter mit zwei Lichtzeichenanlagen vorhanden sein. Die Abschrägung bis zur ersten Geraden darf nicht länger als 12 Meter sein und muss aus festem Material (Asphalt, Beton etc.) bestehen.
Eine BMX-Wettkampfbahn muss mindestens 3 Kurven haben, jede Kurve der Bahn muss von innen nach außen erhöht sein. Die Startgerade bis zur ersten Kurve muss mindestens 40 Meter lang sein. Darüber hinaus kann die Bahn zusätzliche Einfach- und Mehrfachhindernisse, meist Sprünge, enthalten. Die genaue Form einer BMX-Bahn ist von den Regeln nicht vorgeschrieben. Bahnen, auf denen hochrangige Wettkämpfe stattfinden (Weltmeisterschaften, Weltcups, Olympische Spiele), müssen allerdings zusätzlichen, eng definierten Vorgaben genügen:
- Der Starthügel soll acht Meter hoch sein (Weltmeisterschaft, Olympische Spiele), mindestens aber fünf Meter.
- Die Bahn muss aus vier Geraden und drei 180-Grad-Kurven bestehen. Die Richtung der Kurven wechselt sich ab, die erste kann links- oder rechtsdrehend sein.
- Die zweite und/oder dritte Gerade kann in zwei Bahnen gespalten sein, um den Kurs je nach Kategorie (Männer/Frauen/Junioren etc.) zu variieren. Als Besonderheit kann ein Berm Jump eingebaut werden, bei der die anspruchsvolle Bahn ausgangs der zweiten Geraden einen Sprung über die andere beinhaltet.

## Wettkämpfe
Seit 1996 werden durch die UCI die BMX-Rennsport-Weltmeisterschaften ausgetragen. Derzeit (2024) werden nur Weltmeister im BMX-Rennen mit den 20 Zoll-Rädern ermittelt, in den Kategorien Elite, U23 und Junioren, jeweils bei Männern und Frauen. Bis 2010 wurden auch Weltmeister mit den Cruisern und von 2011 bis 2016 im BMX-Zeitfahren gekürt. Alle fünf Kontinentalverbände der UCI halten eigene Meisterschaften ab, siehe auch:
- BMX-Rennsport-Europameisterschaften
- Afrika-Meisterschaften im BMX-Rennsport
- Ozeanien-Meisterschaften im BMX-Rennsport

Die wichtigste Rennserie im BMX-Rennsport ist der UCI-BMX-Racing-Weltcup (von 2003 bis 2021 UCI BMX Supercross World Cup genannt), der seit 1996 ausgetragen wird und sich aus 4 bis 5 Stationen mit jeweils zwei Rennen pro Station zusammensetzt. Unterhalb des Weltcups ist der Europacup (BMX European Cup) eingeordnet, der analog dem Weltcup aus 4 bis 5 Stationen mit jeweils zwei Rennen besteht. Alle vier Jahre wird ein BMX-Rennen bei den Olympischen Sommerspielen abgehalten, siehe Radsport bei den Olympischen Spielen.
Die wichtigsten nationalen und internationalen Wettbewerbe im BMX-Rennsport sind Bestandteil des Rennkalenders der UCI.

## Ranglisten
Die UCI führt in allen Kategorien jeweils eine Weltrangliste nach Fahrern und nach Nationen. Für den Weltcup wird eine eigene Rangliste erstellt. Die Fahrer-Weltrangliste ist hauptsächlich für die Setzliste zu Beginn eines Wettbewerbs relevant, die Nationen-Rangliste bestimmt, wie viele Fahrer zu Weltmeisterschaften und Olympischen Spielen entsandt werden können.

## Teams
BMX-Teams können sich bei der UCI als UCI BMX Team registrieren lassen. Ein Team besteht aus 2 bis 10 Fahrern, die einen festen Vertrag haben müssen. Registrierte Teams genießen eine Reihe von Vorteilen beim Weltcup und bei Weltmeisterschaften, z. B. Online-Registrierung, Teamzelt, Parkplätze etc.